# جرد هندی
 جرد هندی(نام علمی: Meriones hurrianae) نام یک گونه از زیرخانواده جربیل است.